# Blauer Admiral

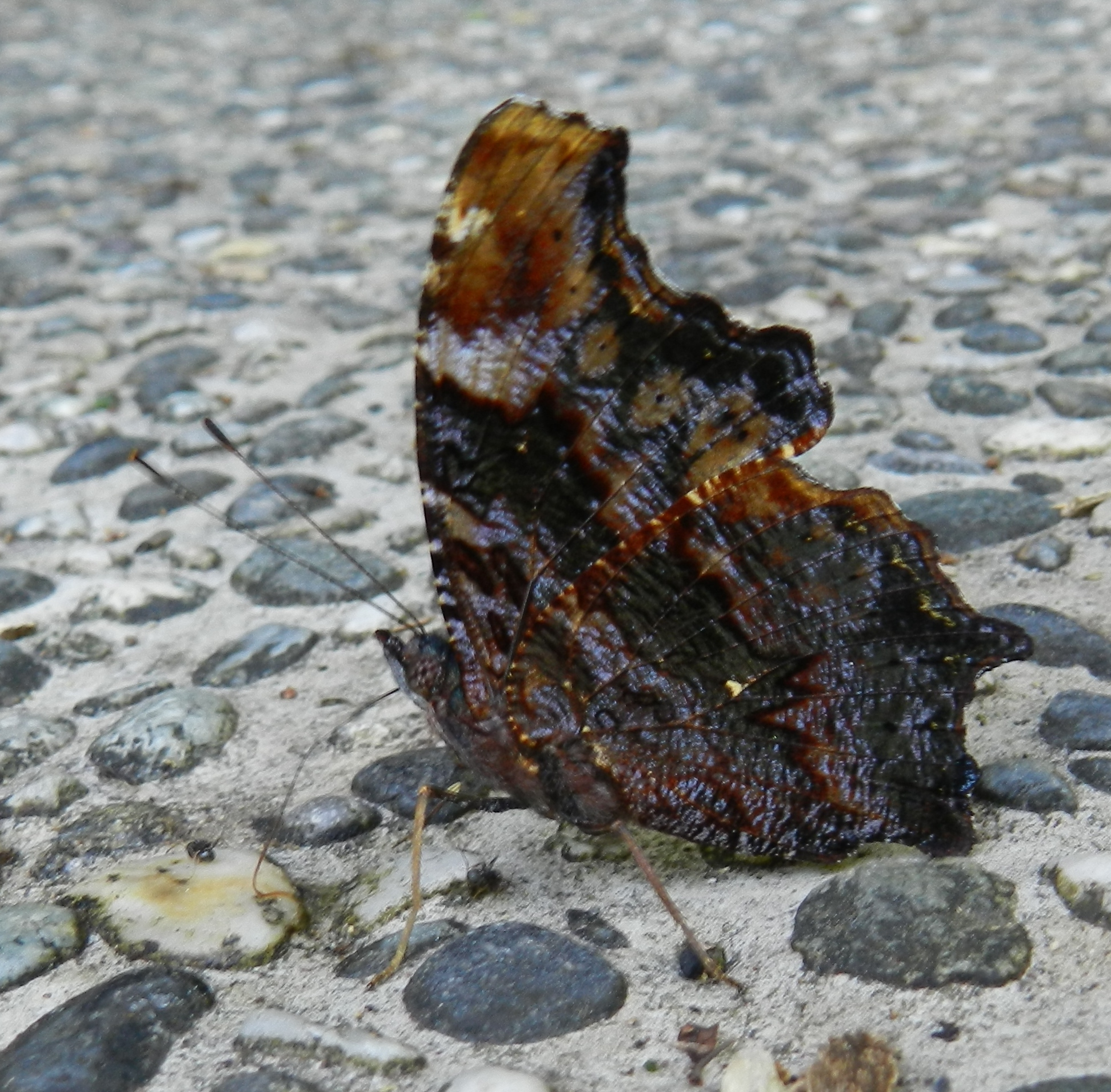
Flügelunterseite

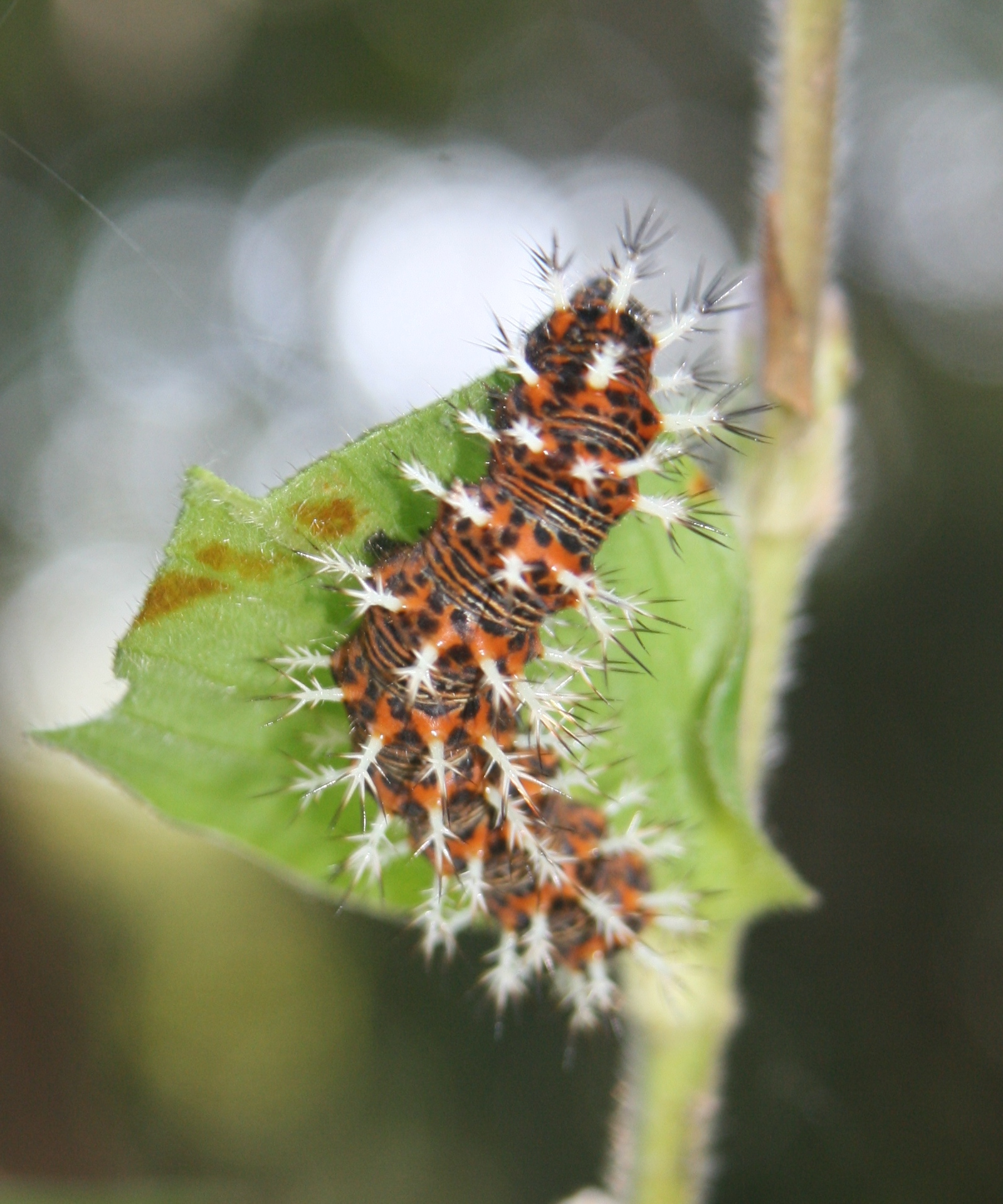
Raupe

Der Blaue Admiral (Kaniska canace, Syn.: Nymphalis canace, Vanessa canace) ist ein in Asien vorkommender Schmetterling (Tagfalter) aus der Familie der Edelfalter (Nymphalidae) in der Unterfamilie der Fleckenfalter (Nymphalinae). Er ist die einzige Art der monotypischen Gattung Kaniska.

## Merkmale

### Falter
Die Flügelspannweite der Falter beträgt 55 bis 70 Millimeter. Zwischen den Geschlechtern besteht kein Sexualdimorphismus, da Männchen und Weibchen die gleichen Zeichnungselemente aufweisen. Sämtliche Flügel sind sehr stark gezackt und zeigen auf den Oberseiten eine schwarzbraune Grundfarbe. Arttypisch ist eine leicht glänzende blaue Binde, die durch die Postdiskalregion vom Vorderrand der Vorderflügeloberseite bis zum Innenrand der Hinterflügeloberseite verläuft. Die Flügelunterseiten zeigen eine schwarzbraune bis rotbraune Marmorierung mit einem kleinen weißen Diskalfleck.

### Raupe
Ausgewachsene Raupen haben auf rotbrauner Grundfarbe kleine schwarze Flecke und dünne Querlinien. Die gesamte Körperoberfläche ist mit verzweigten weißen Dornen überzogen.

### Puppe
Die Puppe ist verschiedenfarbig rötlich-braun mit Gold und Silber-Flecken auf der Vorderseite, der Kopf verlängert mit zwei Spitzen.

## Verbreitung, Unterarten und Lebensraum
Die Art kommt von Sri Lanka und dem Westen Indiens über Thailand, Malaysia, Nepal, Myanmar, Indonesien, Vietnam und den Süden Chinas bis nach Japan, Korea und das Gebiet um den Ussuri vor.  Der Blaue Admiral besiedelt in erster Linie lichte Laubwälder. Das Vorkommen in Nepal reicht in Höhenlagen bis zu 2000 Metern, in Kumaun bis 2400 Meter (8000 Fuß) und in Nilgiris bis 2100 Meter (7000 Fuß).

## Lebensweise
Die Falter fliegen in zwei Generationen. Die Exemplare der einen Generation sind im Spätsommer zu finden, überwintern und sind nach der Überwinterung wieder bis in den April hinein anzutreffen. Die Falter der folgenden Generation fliegen nur in den Sommermonaten. Sie saugen gerne an Saft von verwundeten Stechpalmen (Ilex) und überreifen Früchten, um Flüssigkeit und Mineralstoffe aufzunehmen. Die Männchen sind sehr standorttreu und behalten ihren Sitzplatz oft den ganzen Tag. Sie verteidigen ihr Revier gegen jeden Eindringling, auch wenn sie kaum noch fliegen können. Kaniska canace fliegt flink an Wegen oder Bachläufen entlang und sonnt sich oft mit geöffneten Flügeln auf Felsen oder am Boden sitzend. Wenn der Falter gestört wird, fliegt er an einen Baum und schließt seine Flügel, die Flügelunterseite ist eine perfekte Tarnung auf Rinde.
Die Eier werden in der Regel einzeln an der Unterseite der Nahrungspflanze abgelegt. Die Raupen ernähren sich bevorzugt von den Blättern von Stechwindengewächsen (Smilacaceae), beispielsweise der China-Stechwinde (Smilax china). Sie durchlaufen fünf Entwicklungsstadien und verpuppen sich nach durchschnittlich 23 Tagen. Die Stürzpuppe wird mit einer Gespinstverankerung an Zweigen, Stämmen oder Blättern angeheftet.

## Systematik
Kaniska canace wurde als Papilio canace von Carl von Linné 1763 erstbeschrieben. Der Typenfundort ist China. Die Gattung Kaniska wurde von Frederic Moore 1899 im vierten Band von Lepidoptera Indica mit den Arten K. canace und K. haronica, heute eine Unterart, aufgestellt. Er merkt an, dass die Flügelform den Faltern der Gattung Polygonia  entspricht. Später, u. a. in Band 9 von Adalbert Seitz’ Die exotischen Großschmetterlinge, Die indo-australischen Tagfalter von 1927 ist die Art der Gattung Vanessa zugeordnet, die damals ganz andere Arten umfasste als heute. Heute wird canace entweder der monotypischen Gattung Kaniska, der Gattung Polygonia oder Nymphalis zugeordnet.

### Unterarten
In den verschiedenen Vorkommensgebieten werden derzeit 13 Unterarten klassifiziert. Unsichere Vorkommen sind mit einem Fragezeichen markiert.
- K. c. battakana (de Nicéville, 1896) (Sumatra)
- K. c. benguetana (Semper, 1888) (Luzon)
- K. c. canace (Linnaeus, 1763) (Sikkim, südliches Indien, Burma, südliches China, Hongkong)
- K. c. charonia (Drury, 1770)
- K. c. charonides (Stichel, [1908]) (Ussuri)
- K. c. drilon (Fruhstorfer, 1912) (Taiwan)
- K. c. haronica (Moore, 1879) (Sri Lanka)
- K. c. ishima (Fruhstorfer, 1899) (Japan)
- K. c. javanica (Fruhstorfer, 1912) (Java, ?Bali, ?Lombok)
- K. c. maniliana (Fruhstorfer, 1912) (Borneo, ?Palau)
- K. c. muscosa (Tsukada & Nishiyama, 1979) (Sulawesi)
- K. c. nojaponicum (von Siebold, 1824) (Japan)
- K. c. perakana (Distant, 1886) (?Thailand, Malaysia)

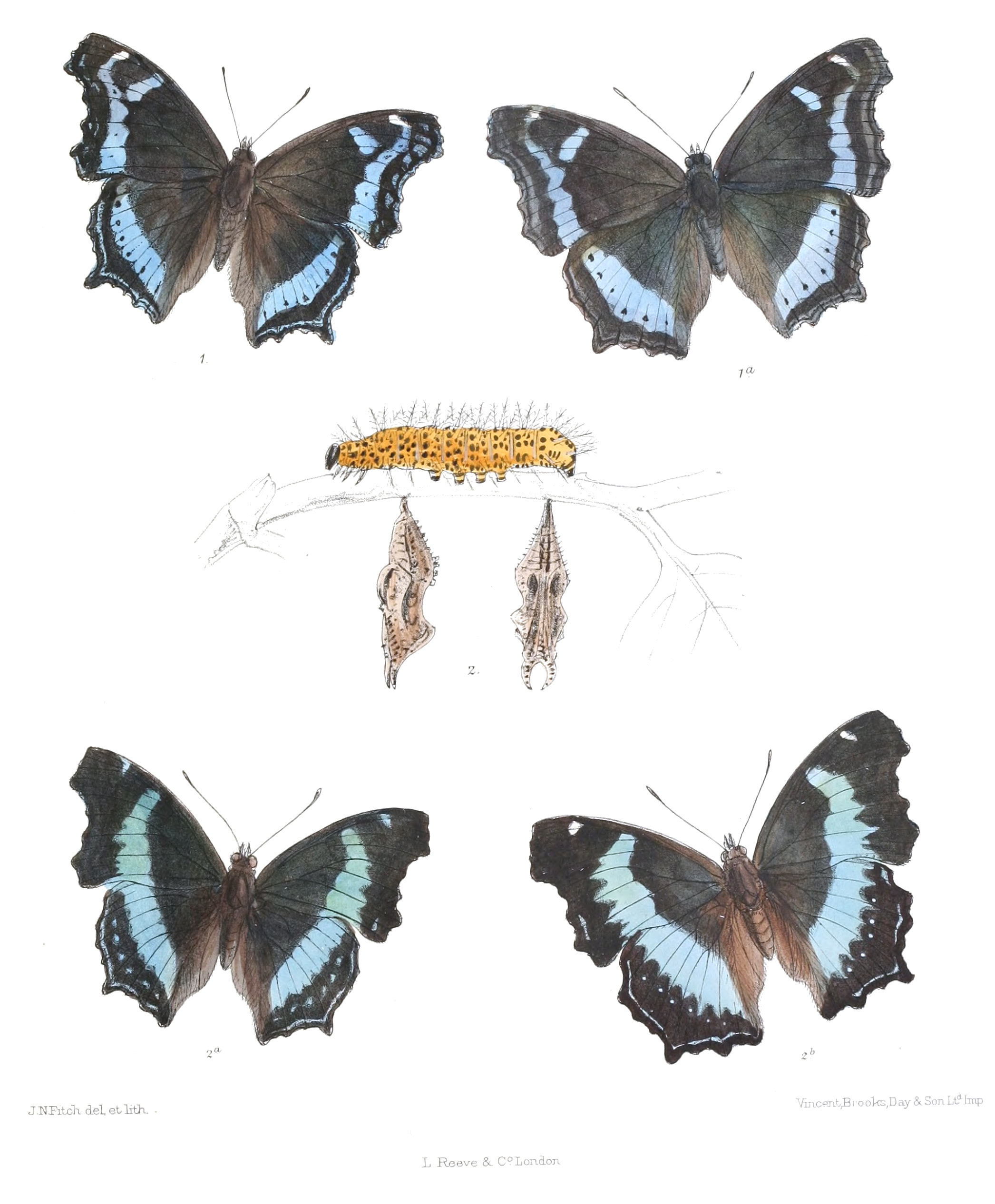
K. c. canace oben, K. c. haronica unten
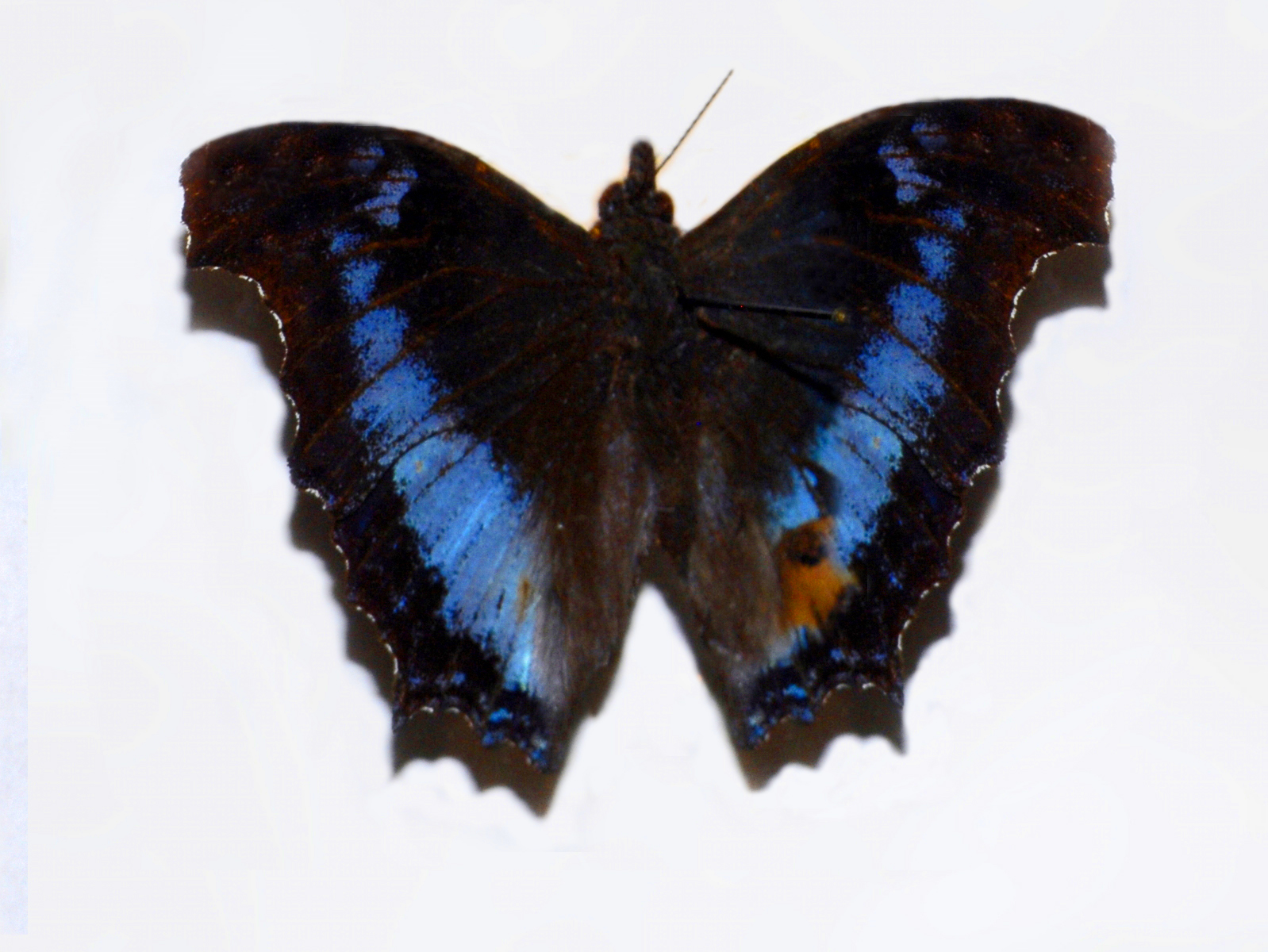
K. c. javanica
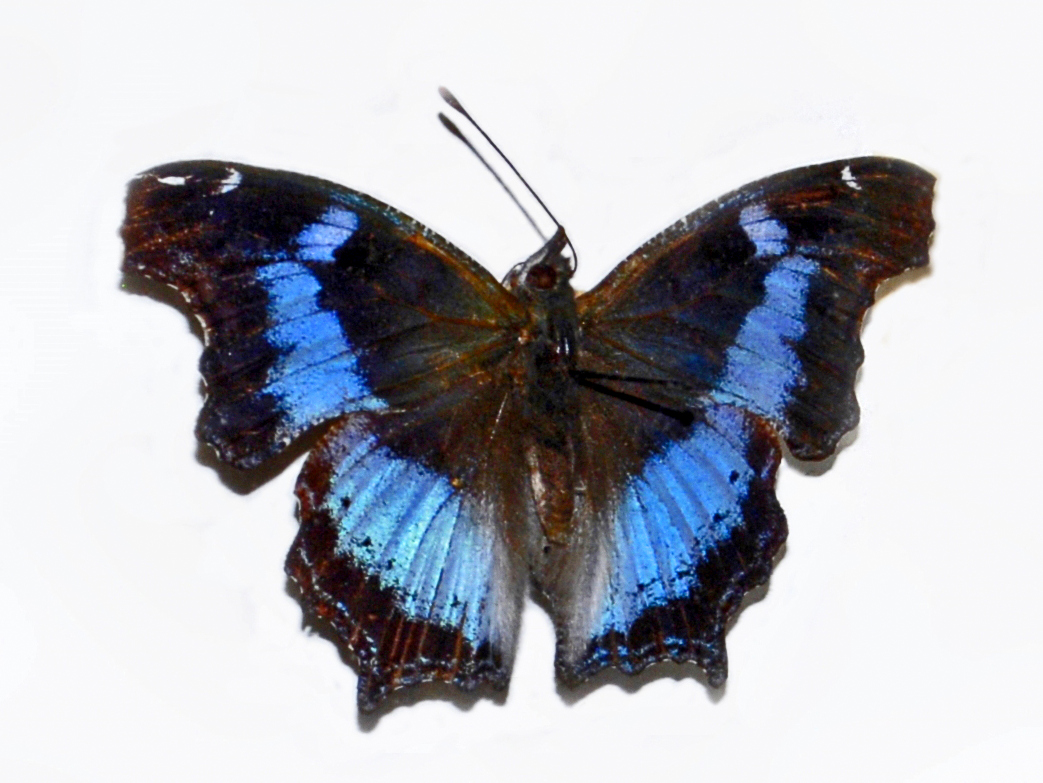
K. c. perakana